# Lapachol
Le lapachol est un composé organique naturellement présent dans l'arbre lapacho, d'où il tire d'ailleurs son nom. Chimiquement, c'est un dérivé de la naphtoquinone, proche de la vitamine K.
Certains l'ont étudié comme possible traitement de certains types de cancers, mais il a été trouvé que son potentiel dans ce domaine est faible, dû aux effets secondaires qu'engendre sa toxicité,,,.